# بریجا نووارزه
بریجا نووارزه (به ایتالیایی: Briga Novarese) یک کومونه در ایتالیا است که در استان نووارا واقع شده‌است.

## خصوصیات
بریجا نووارزه ۴٫۷ کیلومترمربع مساحت و ۳٬۰۳۸ نفر جمعیت دارد و ۳۴۵ متر بالاتر از سطح دریا واقع شده‌است.